# Wellerisme

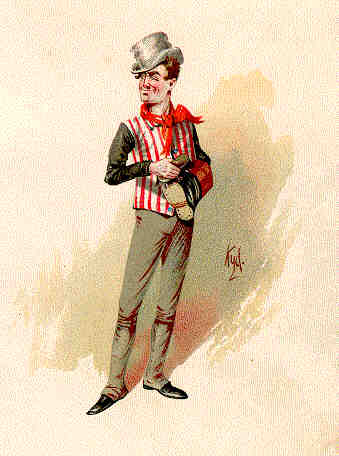
Sam Weller (aquarelle)

Le wellerisme est une manie qui consiste en l'abus de citations sentencieuses ou de proverbes. Ce terme vient de Sam Weller, valet de M. Pickwick qui, dans le roman de Charles Dickens Les Papiers posthumes du Pickwick Club, ponctue régulièrement ses propos de locutions du type « comme dit untel... ». Exemples : « C'est ça, monsieur, accouchons, comme dit c't autre à son enfant qui avait avalé un liard. », ou encore « C'est inégal, comme disait mon père quand il n'y avait pas une bonne moitié d'eau-de-vie dans son grog. » 
Une seconde définition existe, plus spécialisée, et plus exacte. Elle ne concerne pas vraiment l'emploi abusif de proverbes (phénomène parfois appelé gnomorrhagie), mais plutôt des énoncés, qui ont certes pour but de se moquer des proverbes, mais qui ont surtout la forme suivante : énoncé connu ou cliché + comme disait X + contexte comique, comme pour l'exemple cité dans la première définition.
Divers auteurs (Mieder, Taylor) s'accordent à dire que ce type remonte au moins aussi loin que l'antiquité, avec Théocrite et Platon.

## Sources
Wikisource : Les Papiers posthumes du Pickwick Club

Exemples de wellerisme sur le site de C.A.F.É. (Cours autodidactique de français écrit)